# Basilica collegiata di Santa Maria di Gandia
La Basilica collegiata di Santa Maria di Gandia, anche detta "La Seu", è la chiesa principale della città di Gandia.
La Basilica Collegiata di Santa Maria di Gandia è un edificio Gotico valenciano. Le costruzioni cominciarono nel XIV secolo e finirono due secoli dopo. Grazie a Papa Alessandro VI, la chiesa diventò Collegiata.
La chiesa consiste di una navata centrale con cappelle laterali adiacenti alle mura. Il suo stile architettonico era integrato con dipinti e sculture, poi distrutte dalla Guerra civile spagnola.